# Phạm Quý Ngọ
Phạm Quý Ngọ (24 tháng 12 năm 1954 – 18 tháng 2 năm 2014) là một Thượng tướng Công an nhân dân Việt Nam. Ông từng là Thứ trưởng Bộ Công an Việt Nam nhiệm kỳ (2010 – 2014), Ủy viên Ban Chấp hành Trung ương Đảng Cộng sản Việt Nam khóa XI.

## Tiểu sử
Ông quê quán tại xã Đông Cường, huyện Đông Hưng, tỉnh Thái Bình. Ông từng theo học và tốt nghiệp Đại học Cảnh sát Nhân dân, được kết nạp vào Đảng Cộng sản Việt Nam ngày 19 tháng 4 năm 1980.
Trước khi về công tác tại Bộ Công an, ông từng giữ chức Bí thư Đảng ủy, Giám đốc Công an tỉnh Thái Bình, hàm Đại tá.
Ngày 14 tháng 2 năm 2006, ông được bổ nhiệm làm Phó Tổng cục trưởng Tổng cục Cảnh sát nhân dân, hàm Thiếu tướng.
Ngày 11 tháng 7 năm 2006, ông được bổ nhiệm kiêm chức Thủ trưởng Cơ quan Cảnh sát điều tra Bộ Công an, thay Thiếu tướng Cao Ngọc Oánh, người bị thủ tướng Nguyễn Tấn Dũng chỉ đạo cách chức vì bị cáo buộc đã tham dự "bữa ăn chạy án" vụ PMU 18.
Ngày 28 tháng 1 năm 2008, ông giữ chức Tổng cục trưởng Tổng cục Cảnh sát nhân dân, Bộ Công an. Trên cương vị này, ông giữ vai trò Chủ tịch Hội nghị Cảnh sát các nước ASEAN lần thứ 29 (ASEANAPOL-29) diễn ra từ 13 đến 15 tháng 5 năm 2009 tại Hà Nội.
Từ ngày 1 tháng 1 năm 2010, ông được chuyển sang làm Tổng cục trưởng Tổng cục Cảnh sát Phòng chống Tội phạm. Ngày 12 tháng 8 năm 2010, ông được bổ nhiệm chức vụ Thứ trưởng Bộ Công an.
Ngày 18 tháng 1 năm 2011, ông được bầu làm Ủy viên Chính thức Ban Chấp hành Trung ương Đảng khóa XI.
Ngày 22 tháng 7 năm 2013, ông được thăng hàm Thượng tướng.

## Vụ án Dương Chí Dũng
Phạm Quý Ngọ là Trưởng ban chuyên án điều tra các sai phạm tại Vinalines (Tổng công ty Hàng hải Việt Nam). Sáng ngày 7 tháng 1 năm 2014, Dương Chí Dũng khai trong phiên tòa xử em trai là Dương Tự Trọng rằng Phạm Quý Ngọ là người điện thoại nói cho ông ta biết về việc quyết định khởi tố, bắt tạm giam mình đã được phê chuẩn, bảo ông ta tránh đi một thời gian. Trả lời phỏng vấn, Phạm Quý Ngọ phủ nhận liên quan đến việc Dương Chí Dũng bỏ trốn.. Dương Chí Dũng khai rằng mình hối lộ ông Phạm Quý Ngọ hai lần, lần đầu với 10 nghìn đô la Mỹ ở Tuần Châu, Quảng Ninh, nơi ông Ngọ đang nghỉ mát. Bà Phạm Thị Mai Phương, vợ Dương Chí Dũng cũng khai trước tòa rằng ngày 29-4 đã cùng chồng đi thăm vợ chồng Phạm Quý Ngọ ở Tuần Châu và có đưa tiền cho Phạm Quý Ngọ. Lần thứ hai vào ngày 2 tháng 5 năm 2013 tại nhà riêng ông Ngọ với số tiền là 500 nghìn đô la Mỹ. Ngoài ra, Dũng cũng đã khai là đã giúp bà Trương Mỹ Lan của Công ty Vạn Thịnh Phát ở TP Hồ Chí Minh vào năm 2010 chuyển khoản tiền hối lộ 1 triệu USD cho Phạm Quý Ngọ.,
Trong phần tuyên án, chủ tọa Trương Việt Toàn đã công bố quyết định khởi tố vụ án Cố ý làm lộ bí mật Nhà nước. Căn cứ vào kết quả tranh tụng tại phiên tòa, HĐXX yêu cầu VKS điều tra làm rõ hành vi nhận 510.000 USD để chạy tội cho Dương Chí Dũng trong vụ án Vinalines,...

## Qua đời và lễ tang
Ông qua đời ngày 18 tháng 2 năm 2014 tại Bệnh viện Trung ương Quân đội 108, Hà Nội do bệnh ung thư gan, chỉ một ngày sau khi Chính phủ công bố quyết định về tạm đình chỉ nhiệm vụ thứ trưởng Bộ Công an của ông do liên quan đến vụ án “làm lộ bí mật nhà nước”. Lễ tang dành cho ông được tổ chức theo nghi thức cấp cao, trong đó lễ viếng từ 7h30-11h ngày 23 tháng 2 năm 2014, lễ truy điệu từ 11h10 cùng ngày, sau đó thể theo di nguyện của ông và ý nguyện của gia đình, ông đã được an táng tại quê nhà Đông Cường, Đông Hưng, Thái Bình.

## Phong tặng

### Lịch sử thụ phong quân hàm
- Thiếu tướng Công an nhân dân Việt Nam (14/2/2006)
- Trung tướng Công an nhân dân Việt Nam
- Thượng tướng Công an nhân dân Việt Nam (22/7/2013)

## Gia đình
Con trai: Đại tá Phạm Mạnh Hùng, (Sinh năm 1981), Phó Cục trưởng Cục An ninh kinh tế, Bộ Công an Việt Nam (A04)